# Phước Thành (tỉnh)
Phước Thành là một tỉnh cũ của Việt Nam Cộng hòa.

## Địa lý
Tỉnh Phước Thành có vị trí địa lý:
- Phía đông là Long Khánh
- Phía tây tỉnh Bình Dương và tỉnh Bình Long
- Phía nam giáp tỉnh Biên Hòa
- Phía bắc giáp tỉnh Phước Long.

Tỉnh Phước Thành có diện tích 1.300 km².

### Địa lý tự nhiên
Đất Phước Thành phần nhiều là đồng bằng, rừng và vườn trái cây, không có núi cao. Sông chính của tỉnh là sông Bé (một chi lưu của sông Đồng Nai), từ Bình Long và Phước Long chảy qua theo hướng Bắc-Nam, đến An Linh chảy theo hướng Đông Bắc-Tây Nam và có một phụ lưu là sông Giai. Kế đến là sông Đồng Nai, chảy sát ranh giới với Long Khánh và Biên Hòa ở phía Nam. Ngoài ra, tỉnh còn có các sông, suối đáng kể khác như Da Sa Mạch, rạch Rát, suối Lạch Bé, suối Ma Da, suối Ram, suối Trong, suối Tiên,....
Khí hậu của tỉnh nóng ẩm và cũng chia làm hai mùa: Mùa khô từ tháng Mười đến tháng Tư, mùa mưa từ tháng Năm đến tháng Mười. Hai liên tỉnh lộ số 1 và 16 nối Phước Thành với các tỉnh lân cận.

## Hành chính
Tỉnh Phước Thành có 3 quận: Phú Giáo, Tân Uyên, Hiếu Liêm.

## Lịch sử
Ngày 23 tháng 1 năm 1959 của Tổng thống Việt Nam Cộng hòa ban hành Sắc lệnh số 25-NV về việc thành lập tỉnh Phước Thành trên cơ sở quận Tân Uyên, tỉnh Biên Hòa; một phần của tỉnh Bình Dương; một phần phía Nam Bunard của tỉnh Phước Long và vùng Tà Lài của tỉnh Long Khánh.
Tỉnh lỵ Phước Thành đặt tại Phước Vĩnh. Phước Thành có hai phi trường ở tỉnh lỵ Phước Vĩnh và gần sông Da Sa Mạch. Tỉnh Phước Thành có 3 quận:
- Quận Phú Giáo: quận lỵ đặt tại Bố Lá, trước đó là Nước Vàng.
- Quận Tân Uyên: quận lỵ đặt tại Uyên Hưng.
- Quận Hiếu Liêm: quận lỵ đặt tại Lạc An, trước đó là vàm Sông Bé, xã Chánh Hưng.

Ngày 6 tháng 7 năm 1965, Thủ tướng Việt Nam Cộng hòa Sắc lệnh số 131-NV về việc giải thể tỉnh Phước Thành.

## Kinh tế - xã hội
Ngoài số người Kinh sinh sống phần đông ở đây, còn có người Thượng sắc tộc Stiêng, Mạa Churu và người gốc Khmer, Chàm. Các tôn giáo chính là đạo Phật, Thiên Chúa, Tin Lành, thờ phụng Thần linh, Tổ tiên.
Lúa gạo là hoa màu chính, rồi đến các hoa màu phụ như sắn, các loại khoai và đậu. Loại cây công nghiệp trồng khá nhiều là cao su, cà phê.
Vườn cây ăn trái trồng nhiều loại như mãng cầu xiêm, mãng cầu (na), cam, quýt, sầu riêng, ổi....Dân ta còn trồng mía ở những nơi gần sông ngòi.
Rừng cho một số cây như tre, nứa, gỗ dầu, củi, mây....

## Văn hóa
Phước Thành không có nhiều di tích và danh lam thắng cảnh. Ngoài các sông ngòi và các vườn trái cây, người ta có thể đến thăm suối Tiên và thác Trị An ở phía Nam tỉnh, sát ranh giới với tỉnh Biên Hòa.